# Sportåret 1788

## Händelser

### Boxning

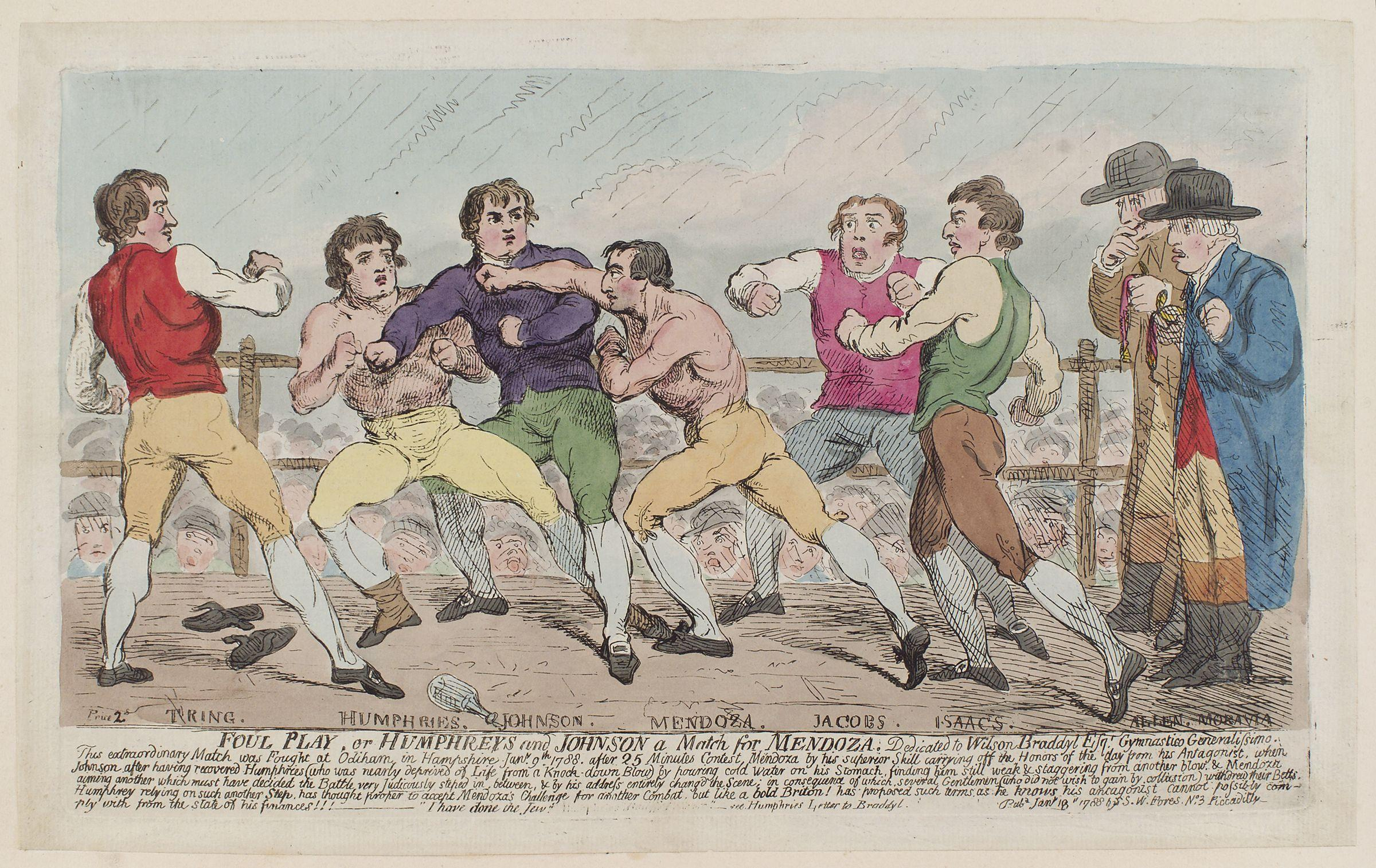
Teckning föreställande matchen mellan Richard Humphries (till vänster) och Daniel Mendoza i Odiham.

- Tom Johnson behåller den engelska mästerskapstiteln i tungvikt, men inga matcher finns registrerade för honom under året.[1]

- 9 januari – Richard Humphries besegrar Daniel Mendoza i Odiham. Matchen varar i 29 minuter.[2]

- 31 december – Ben Brain besegrar William Corbally i Navestock. Matchen varar i 20 minuter.[3]

### Cricket
- 30 maj – Marylebone Cricket Club antar en ny version av Laws of Cricket.[4]

- Okänt datum – Hampshire CCC, även känd som Hambledon Club, vinner County Championship (en inofficiell titel fram till 1890, då de första officiella mästarna koras).